# Flemmingen (Hartha)
Flemmingen ist ein Ortsteil der Stadt Hartha im sächsischen Landkreis Mittelsachsen. Das Waldhufendorf Flemmingen liegt als westlicher Vorort der Stadt Hartha auf rund 299 m.

## Geschichte
Die Geschichte von Flemmingen geht zurück auf die Erwähnung von Vleminge 1288. Spätere Nennungen sind Flemyngin (1404) und Flemingen (1579). Der Ort war seit jeher nach Hartha gepfarrt und gehörte seiner Lage nach zur Herrschaft Schönburg, dem Amt Rochlitz, dem Gerichtsamt Hartha, und der Amtshauptmannschaft bzw. dem Landkreis Döbeln, bis dieser 2008 im heutigen Landkreis aufging. 1587 war der Ort dem Kloster Geringswalde zugehörig.
| Jahr      | 1587                         | 1764                          | 1834 | 1871 | 1890 | 1910 |
| --------- | ---------------------------- | ----------------------------- | ---- | ---- | ---- | ---- |
| Einwohner | 10 besessene Mann, 6 Häusler | 10 besessene Mann, 11 Häusler | 160  | 282  | 5054 | 832  |

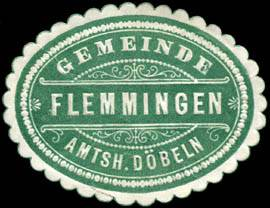
Siegelmarke der ehemalig eigenständigen Landgemeinde (zwischen 1850 und 1923)

1913 oder 1914 wurde der Ort nach Hartha eingemeindet. Durch den Stadtrat wurde Flemmingen am 5. Mai 2011 wieder zum offiziellen Ortsteil der Stadt.

## Belege
1. 1 2 3  Flemmingen – HOV | ISGV. Abgerufen am 2. April 2024.
2. ↑  Stadt Hartha: Zahlen, Daten, Fakten. Abgerufen am 2. April 2024.